# Kaka (mitologia)
Kaka – w mitologii rzymskiej siostra Kakusa, syna Wulkana. Była pomniejszą postacią w opowieści o Herkulesie i kradzieży przez Kakusa bydła Geriona.